# Hippopsis septemvittata
Hippopsis septemvittata är en skalbaggsart som beskrevs av Stefan von Breuning 1940. Hippopsis septemvittata ingår i släktet Hippopsis och familjen långhorningar. Inga underarter finns listade i Catalogue of Life.